# Stanisław Kałużyński
Stanisław Paweł Kałużyński (ur. 6 sierpnia 1925 w Świerczowie, zm. 6 stycznia 2007) – polski ałtaista, językoznawca i badacz kultury Azji Środkowej oraz Syberii, mongolista i jakutolog; profesor doktor habilitowany. Popularyzator wiedzy o Mongolii, w latach 1970–2004 członek komitetu redakcyjnego „Rocznika Orientalistycznego” oraz w latach 1974–2005 serii „Prace Orientalistyczne”. Autor blisko 150 prac naukowych, wykładowca uniwersytecki.

## Życiorys

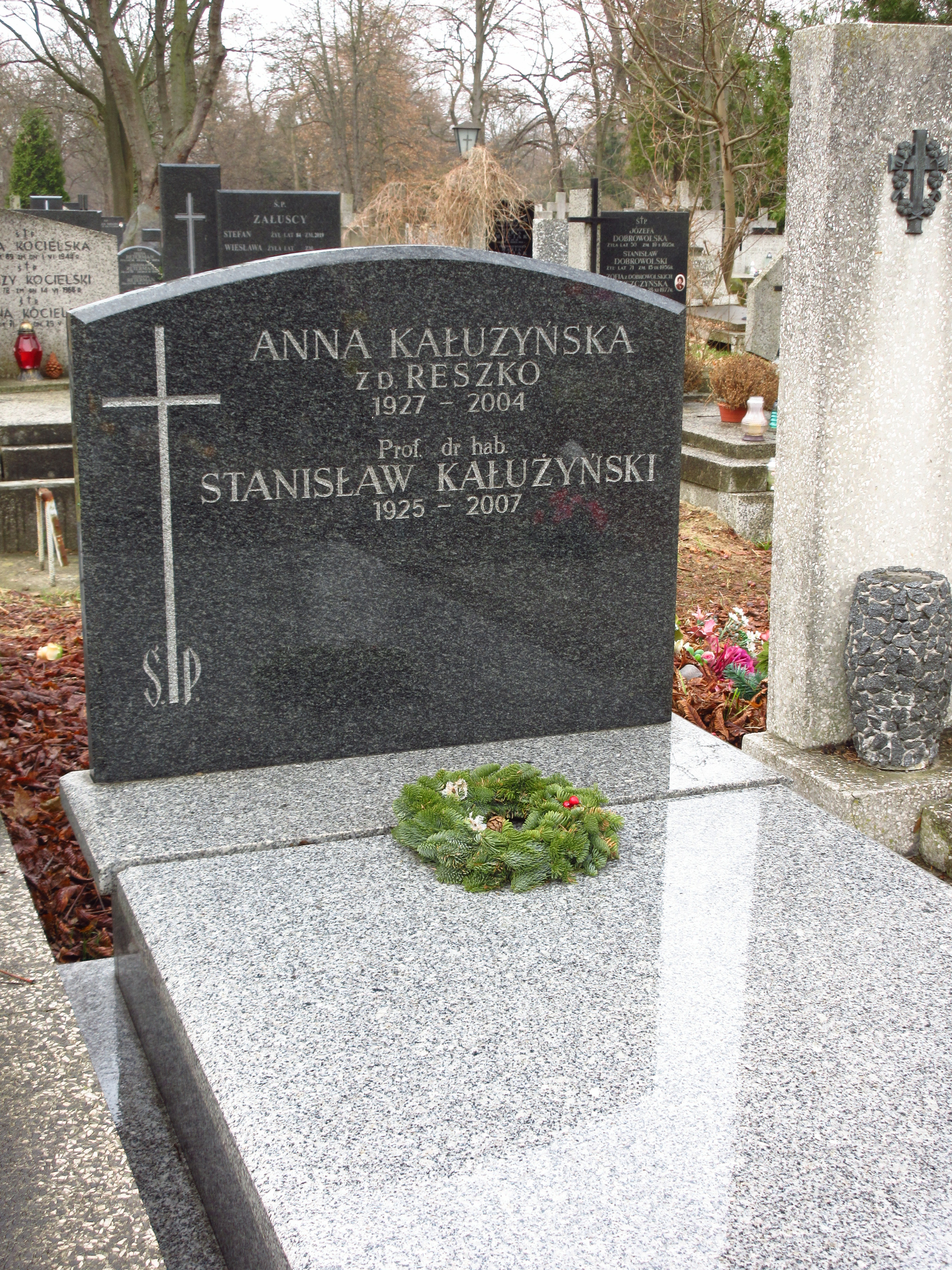
Grób profesora Stanisława Kałużyńskiego na cmentarzu Bródnowskim

Szkołę podstawową i dwie klasy gimnazjum ukończył w dwudziestoleciu międzywojennym w Tarnowie. W czasie II wojny światowej w latach 1943–1944 był związany z AK.
Maturę zdał w 1946, studiował na kierunku bliskowschodnim w Instytucie Filologii Orientalnej Uniwersytetu Wrocławskiego. W styczniu 1951 roku podjął jako magister pracę w Instytucie Orientalistycznym Uniwersytetu Warszawskiego, w Katedrze Filologii Indyjskiej.
W 1955 roku uzyskał tytuł kandydata nauk, a rok później odbył roczny staż w Jakucku, Leningradzie i Moskwie. Efektem pobytu w ZSRR była praca pt. „Mongolische Elemente in der Jakutischen Sprache”, która umożliwiła mu habilitację i uzyskanie stanowiska docenta.
W 1971 roku otrzymał tytuł profesora nadzwyczajnego, a w 1979 roku profesora zwyczajnego, na emeryturę przeszedł w 1995 r. Do 2006 r. był wykładowcą w Zakładzie Turkologii i Ludów Azji Środkowej Instytutu Orientalistycznego Uniwersytetu Warszawskiego.
Od 1972 roku należał do PZPR.
Otrzymał tytuł doktora honoris causa Narodowego Uniwersytetu Mongolskiego w 2006 r. i został członkiem honorowym Mongolskiej Akademii Nauk.
Był członkiem Komitetu Nauk Orientalistycznych PAN, pełniąc w latach 1971–1992 funkcję wiceprzewodniczącego. Był również członkiem Towarzystwa Naukowego Warszawskiego (Wydział I Językoznawstwa i Historii Literatury) oraz towarzystw Société Finno-Ougrienne i Societas Uralo-Altaica.
Został pochowany 19 stycznia 2007 r. na cmentarzu Bródnowskim w Warszawie (kwatera 41D-3-23).
Odznaczony m.in.: Krzyżem Oficerskim Orderu Odrodzenia Polski, Krzyżem Kawalerskim Orderu Odrodzenia Polski, Brązowym Krzyżem Zasługi, Medalem 40-lecia Polski Ludowej, Medalem Komisji Edukacji Narodowej. Władze mongolskie odznaczyły go między innymi: Medalem 50-lecia Mongolskiej Republiki Ludowej i Orderem Gwiazdy Polarnej (1995). Otrzymał także dwukrotnie Nagrodę Sekretarza Wydziału Nauk Społecznych PAN (1963, 1978) oraz nagrody resortowe pierwszego (1984), drugiego (1970) i trzeciego (1964) stopnia.

## Wybrane publikacje książkowe
- Dawni Mongołowie, PIW, Warszawa 1983.
- Imperium mongolskie, Wydawnictwo Wiedza Powszechna {1970}
- Klasyczny język mongolski, Wydawnictwo Akademickie Dialog, Warszawa
- Tradycje i legendy ludów Mongolii, Wydawnictwo Iskry, Warszawa 1978.
- Tradycje i legendy ludów tureckich, Wydawnictwo Iskry, Warszawa 1977.
- Tajna historia Mongołów: anonimowa kronika mongolska z XIII w. / przeł. z mong., wstępem i koment. opatrzył Stanisław Kałużyński ; oprac. graf. Andrzej Strumiłło. – Warszawa: Państwowy Instytut Wydawniczy, 1970

## Literatura biograficzna
- Stachowski Marek: „Słowo wstępne”, [w:] Kałużyński Stanisław: Iacutica. Prace jakutoznawcze, Warszawa 1995, s. 7-12 (+ wersja niemiecka: s. 13-19).
- Kto jest kim w Polsce 1989, Wydawnictwo Interpress, Warszawa 1989, s. 496